# Yasser Ayyash
Yasser Ayyash, de son nom complet Yasser Rasmi Hanna Al-Ayyash, né le 4 décembre 1955 à Shatana (ar), un village près d'Irbid, est un prélat catholique jordanien, actuel vicaire patriarcal de Jérusalem de l'Église grecque-melkite-catholique.
Il a été nommé à ce poste par le pape François le 9 février 2018, succédant ainsi à Joseph Jules Zerey (it).

## Biographie

### Formation
Né en 1955 à Irbid, il fréquente l'école grecque-catholique dans sa ville natale de Shatana. Il termine sa formation à Beit Sahour et à Bethléem. Il étudie la théologie et les études bibliques au Liban puis étudie ensuite à Rome où il est diplômé en philosophie et théologie à l'université pontificale Saint-Thomas-d'Aquin. Il est ordonné diacre à Rome en 1983 et prêtre le 12 juillet 1987 à Amman.

### Ministères exercés
Le 21 juin 2007, le synode des évêques melkite le nomme archéparque de Petra et Philadelphie, devenant le premier Jordanien dans cette archéparchie. La consécration épiscopale est faite le 13 octobre suivant des mains du patriarche Grégoire III, co-consacrant l'archevêque  Georges El-Murr (en) et l'évêque Joseph Absi. En octobre 2010, il participe au Synode des évêques pour le Moyen-Orient à Rome comme évêque délégué de l'Église melkite de Jordanie, et souligne la relativement bonne tenue des Églises orientales en Jordanie.
Le 14 avril 2015, il renonce à son ministère. Le 9 février 2018, il est élu vicaire patriarcal de Jérusalem par le synode des évêques melkite, succédant à l'archevêque Joseph Jules Zerey (it).